# 麥氏草履介殼蟲
麥氏草履介殼蟲（学名：Drosicha maskelli）为碩介殼蟲科草履介殼蟲屬下的一个种。